# William Whitehouse (Cellist)
William Edward Whithouse (* 20. Mai 1859 in London; † 12. Januar 1935 ebenda) war ein britischer Cellist und Musikpädagoge.
Whitehouse hatte zunächst Violinunterricht bei Adolphe Griesbach, Er studierte dann Cello bei Walter Petit und an der Royal Academy of Music bei Alfredo Piatti und Alessandro Pezze. Im Alter von 23 Jahren wurde er assistent professor an der Royal Academy, im Folgejahr erhielt er eine volle Professur. Daneben unterrichtete er auch am Royal College of Music, am King’s College London und am Manchester New College of Music. Zu seinen Schülern zählten einige der prominentesten Cellisten des frühen  20. Jahrhunderts, darunter Herbert Withers, Warwick Evans, Ivor James, Felix Salmond und Beatrice Harrison. Mit der Pianistin Amina Goodwin und dem Geiger Achille Simonetti bildete er das London Trio. Regelmäßig trat er in Josef Ludwigs Kammerkonzerten auf. Whitehouse gab die Caprices seines Lehrers Piatti heraus.